# Hertoginnedal (wijk)

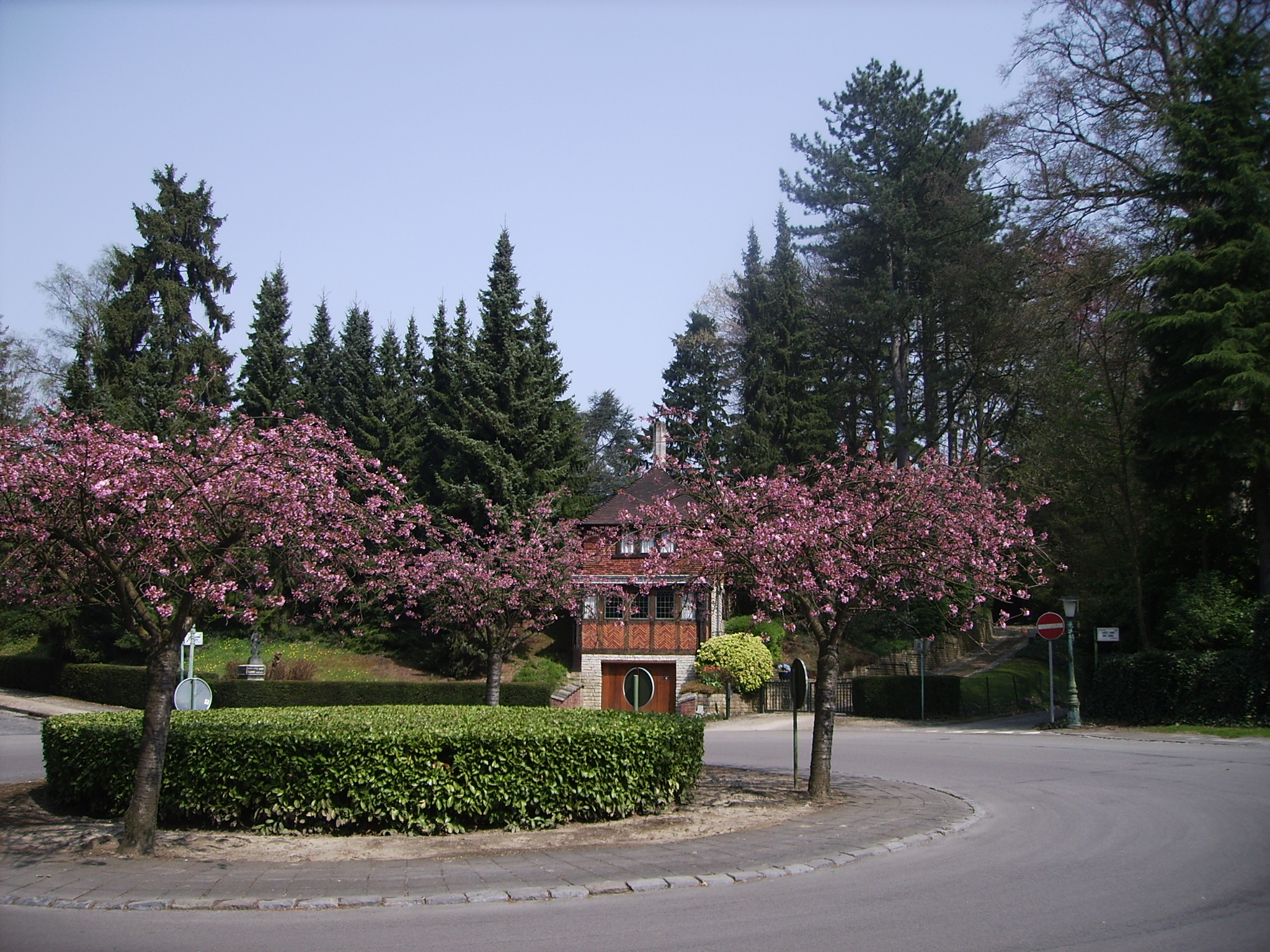
Het Sint-Annakruispunt in het hart van Hertoginnedal.

Hertoginnedal, Putdaal of Putdael (Frans: Quartier du Val Duchesse) is een wijk in de Belgische gemeentes Sint-Pieters-Woluwe en Oudergem in het Brussels Hoofdstedelijk Gewest. De wijk ligt in het noordoosten van de gemeente Oudergem en het zuiden van de gemeente Sint-Pieters-Woluwe. 
De wijk ligt tussen de Tervurenlaan, Tervuursesteenweg en het domein van Kasteel Hertoginnedal. Naar dit kasteeldomein is de wijk vernoemd.
Naar het noorden ligt het Parmentierpark, naar het oosten de wijk Mooi-Bos, naar het zuidoosten het Zoniënwoud, ten zuiden Rood Klooster, naar het westen het Woluwepark en de wijken Luxorpark en Vogelzang.

## Geschiedenis
Aan het einde van de 19e eeuw bestond de wijk uit grote landgoederen en kastelen, waaronder het Sint-Annakasteel, het kasteel van Charmes, het kasteel van Madoux, de villa Gheude en de villa Schoutenhof. Sindsdien is de wijk langzaam voller gebouwd en staan er luxueuze villa's die bewoond worden door de Brusselse bourgeoisie, maar ook door vele buitenlandse diplomaten en zakenmensen.

## Monumenten
- Sint-Annakapel
- Sint-Annakasteel
- Villa Gheude
- Villa Schoutenhof
- Kasteel Hertoginnedal
- Priorij Hertoginnedal